# Misbah-ul-Haq
Misbah-ul-Haq (urdu: مصباح الحق خان نیازی ) (født d. 28. maj 1974, Mianwali, Punjab, Pakistan) er en pakistansk cricketspiller og den nuværende anfører af Pakistans cricketlandshold i Test cricket. Han var desuden anfører i One Day International (ODI) cricket, indtil han stoppede med at spille ODI cricket efter verdensmesterskabet i 2015.

## Internationale rekorder
- 2. hurtigste century i Test cricket (56 bolde – delt andenplads).[3]
- Hurtigste half-century i Test cricket (21 bolde).[4]
- Flest ODI half-centuries uden at have scoret en century (42 half-centuries uden en eneste century).[5]
- Flest runs i ODIs i kalenderåret 2013.[6]
- Flest ODI half-centuries (15) i et kalenderår (2013).[7]
- Pakistan's mest succesrige anfører i Test cricket (22 sejre).[8]
- Den første og eneste anfører fra Asien, hvis hold har vundet over Sydafrika i Sydafrika i en ODI series.
- Den 2. anfører fra Pakistan, hvis hold har vundet Asia Cup (2012).
- Den 8. pakistanske spiller, som har scoret en century i begge innings af en Test kamp.
- Den eneste anfører fra Asien, hvis hold har vundet 4 eller flere Test kampe mod England.

## Internationale centuries

### Test cricket
Følgende tabel er et overblik over Misbah-ul-Haqs Test centuries.
| Misbah-ul-Haqs Test centuries | Misbah-ul-Haqs Test centuries | Misbah-ul-Haqs Test centuries | Misbah-ul-Haqs Test centuries | Misbah-ul-Haqs Test centuries     | Misbah-ul-Haqs Test centuries | Misbah-ul-Haqs Test centuries | Misbah-ul-Haqs Test centuries |
| #                             | Runs                          | Kamp nr.                      | Opponent                      | By/Land                           | Bane                          | År                            | Resultat                      |
| ----------------------------- | ----------------------------- | ----------------------------- | ----------------------------- | --------------------------------- | ----------------------------- | ----------------------------- | ----------------------------- |
| 1                             | 161*                          | 9                             | Indien                        | Kolkata, Indien                   | Eden Gardens                  | 2007                          | Uafgjort                      |
| 2                             | 133*                          | 10                            | Indien                        | Bangalore, Indien                 | M. Chinnaswamy Stadium        | 2007                          | Uafgjort                      |
| 3                             | 102*                          | 25                            | Vestindien                    | Basseterre, Saint Kitts and Nevis | Warner Park                   | 2011                          | Vundet                        |
| 4                             | 100                           | 39                            | Sydafrika                     | Abu Dhabi, United Arab Emirates   | Sheikh Zayed Stadium          | 2013                          | Vundet                        |
| 5                             | 135                           | 43                            | Sri Lanka                     | Abu Dhabi, United Arab Emirates   | Sheikh Zayed Stadium          | 2014                          | Vundet                        |
| 6                             | 101                           | 50                            | Australien                    | Abu Dhabi, United Arab Emirates   | Sheikh Zayed Stadium          | 2014                          | Vundet                        |
| 7                             | 101*                          | 50                            | Australien                    | Abu Dhabi, United Arab Emirates   | Sheikh Zayed Stadium          | 2014                          | Vundet                        |
| 8                             | 102*                          | 51                            | New Zealand                   | Abu Dhabi, United Arab Emirates   | Sheikh Zayed Stadium          | 2014                          | Vundet                        |
| 9                             | 102*                          | 60                            | England                       | Dubai, United Arab Emirates       | Dubai Cricket Stadium         | 2015                          | Vundet                        |
| 10                            | 114                           | 62                            | England                       | London, England                   | Lord's Cricket Ground         | 2016                          | Vundet                        |

- *: Not out.